# 大湖庄
大湖庄為台灣日治時期1920年至1945年間存在之行政區，轄屬新竹州大湖郡，亦為大湖郡的行政中心。即今苗栗縣大湖鄉。

## 行政區劃
大湖庄的行政區劃在十二廳時期為新竹廳苗栗一堡之大湖庄、南湖庄、馬那邦。1920年10月，上述三庄合併為「大湖庄」，轄域內分為大湖、南湖、馬那邦三個大字。

## 設施
- 大湖郡役所
- 大湖役場
- 大湖郵便局
- 大湖公會堂
- 南湖警察官吏派出所
- 校栗林警察官吏派出所
- 專賣局大湖出張所
- 營林所新竹出張所大湖派出所
- 大興信用購買販買利用組合
- 臺灣合同電氣株式會社大湖出張所
- 國際通運株式會社大湖出張所
- 昭和製糖株式會社大湖工場
- 農林省蠶絲試驗場臺灣試育所（今行政院農業委員會苗栗區農業改良場）

### 學校
- 大湖農蠶專修學校（今國立大湖高級農工職業學校）
- 大湖尋常高等小學校
- 大湖公學校（今苗栗縣大湖鄉大湖國民小學）
- 南湖公學校（今苗栗縣大湖鄉南湖國民小學）

### 宗教
- 大湖法雲禪寺
- 大湖神社
- 大湖遙拜所
- 南湖遙拜所